# Nový Dvůr (zámek, okres Pelhřimov)
Zámek Nový Dvůr stojí ve vsi Nový Dvůr, místní části obce Kámen v okrese Pelhřimov. Od roku 1963 je zámek chráněn jako kulturní památka.

## Historie
Na místě vsi stával původně poplužní dvůr, který spadal pod statek Proseč u Pošné, uváděný také jako Pošná. Na začátku 19. století jej vlastnili Pöttingové, od roku 1803 František Vernier a od roku 1807 Karel Buttler, od něhož jej o tři roky později odkoupil Ferdinand Scherer z Neuhofsthalu. V této době zde ovšem ještě panské sídlo nestálo.
Ferdinand Scherer se rozhodl vybudovat u dvora přádelnu a v souvislosti s tím došlo k úpravě části dvora na empírový zámek. V roce 1815 byl z důvodu dluhů donucen statek Proseč prodat, ovšem ponechal si nově vzniklý statek Nový Dvůr. Ovšem ani ten dlouho neudržel, neboť jeho zadlužení přetrvávalo a proto se v roce 1819 ocitl v konkurzu a statek v nucené správě. V roce 1830 statek odkoupil Friedrich Antonín Pilz a poté se zde vystřídala celá řada majitelů, až jej v roce 1863 získal Volfgang Jelínek. Později se dostal do majetku manželů Rožánkových a v roce 1907 manželů Glasserových. Následovala řada dalších majitelů, až jej po roce 1948 zkonfiskoval stát. Po roce 1989 byl v rámci restituce navrácen potomkům původních majitelů. Jelikož po roce 1948 nebyla stavba udržována, je zámeček v současné době značně zchátralý.

## Popis
Jedná se o jednopatrovou budovu na půdorysu obdélníka se středovým rizalitem, vrcholícím trojúhelníkovým štítem s reliéfovým vyobrazení dvojice Grácií se znakem Schererů. Na štítem se pak tyčí vížka s cibulí a hodinami. V přízemí se dochovaly valené klenby, v patrech jsou již ploché stropy.